# شهرستان اندیمتنگا
شهرستان اندیمتنگا (به لاتین: Andemtenga Department) یک سکونتگاه مسکونی در بورکینافاسو است که در Kouritenga Province واقع شده‌است.

## خصوصیات
شهرستان اندیمتنگا ۴۷٬۶۲۲ نفر جمعیت دارد.